# واحد پردازشی تنسور

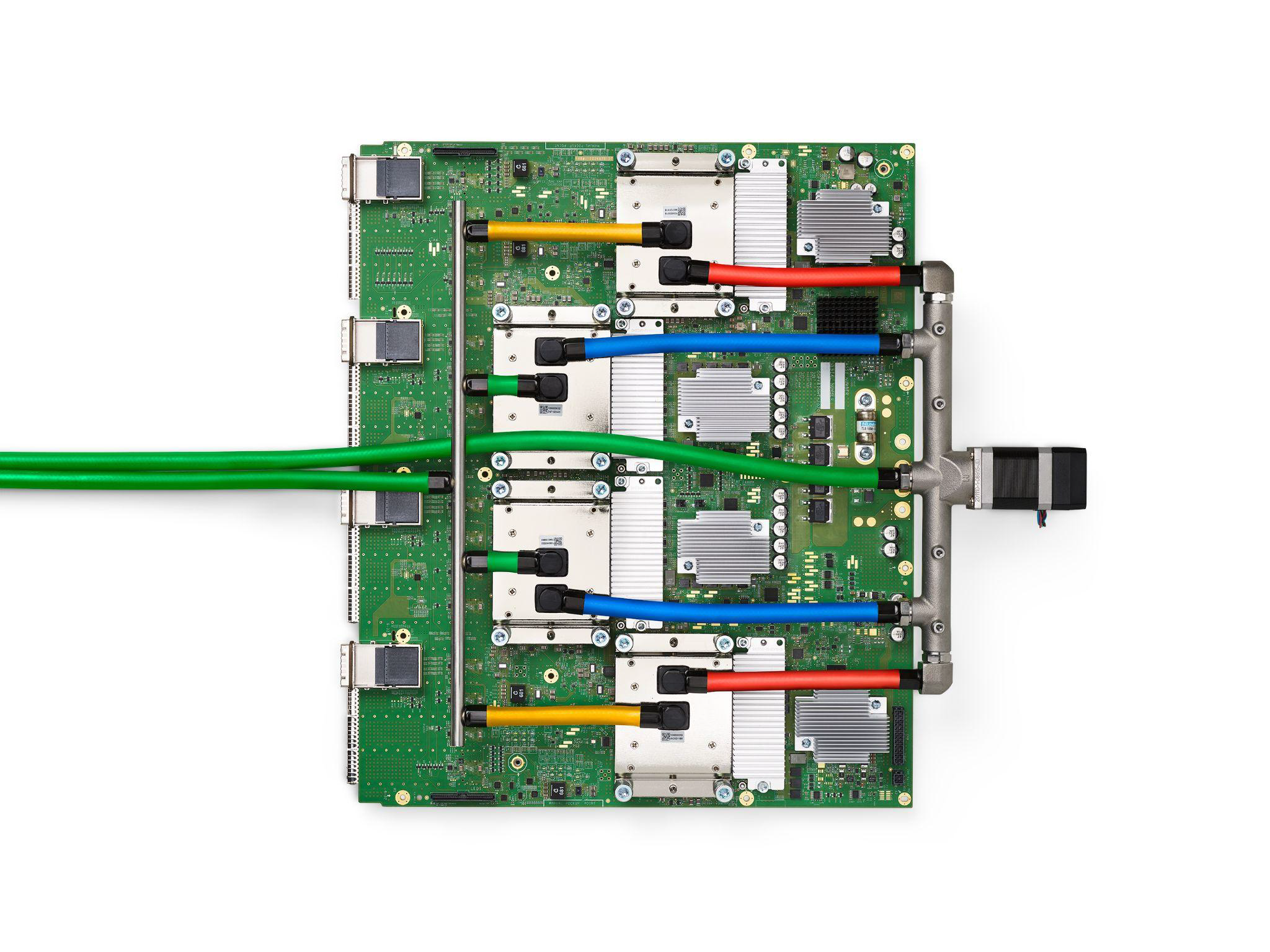
نمونه یک یونیت TPU

واحد پردازشی تنسور (انگلیسی: Tensor processing unit) به اختصار TPU یک مدارهای مجتمع با کاربرد خاص است که به‌طور خاص برای یادگیری ماشین توسط گوگل طراحی شده‌است. در مقایسه با واحد پردازش گرافیکی این سخت‌افزار به‌طور صریح برای حجم بالاتری محاسبات کم دقت (برای نمونه، تا دقت پایین ۹بیتی) طراحی شده‌اند و فاقد سخت‌افزار نگاشت بافت هستند. این سخت‌افزار به منظور استفاده به همراه چارچوب تنسورفلو طراحی شده‌است.

## مرور امکانات
واحد پردازش تنسور در سال ۲۰۱۶ در کنفرانس گوگل I/O اعلام شد، گوگل این واقعیت را بیان کرد که از TPU قبلاً در مراکز داده‌هایش برای بیش از یک سال استفاده کرده‌است. این تراشه به‌طور خاص برای چارچوب تنسورفلو، یک کتابخانه ریاضی که برای برنامه‌های یادگیری ماشین مثل شبکه‌های عصبی بکار می‌رود، طراحی شده‌است. با این حال گوگل همچنان از واحد پردازش مرکزی و واحد پردازش گرافیکی برای انواع دیگر یادگیری ماشین استفاده می‌کند. سایر طرح‌های شتاب‌دهنده مصنوعی نیز از فروشندگان دیگر نیز ظاهر می‌شوند و هدف آن‌ها بازارهای embedded و رباتیک می‌باشد.
گوگل اعلام کرده‌است که گوگل به شرکت‌های دیگر اجازه می‌دهد تا دسترسی به این چیپ‌ها را از طریق خدمات رایانش ابری انجام دهند. گوگل از TPUها برای پردازش متن گوگل استریت استفاده کرده‌است و قادر به پیدا کردن تمام متون در پایگاه اطلاعاتی گوگل استریت در کم‌تر از پنج روز بوده‌است. در گوگل عکس، یک TPU فردی می‌تواند روزانه بیش از ۱۰۰ میلیون عکس را پردازش کند. همچنین گوگل از آن برای الگوریتم RankBrain که برای ارائه نتایج جستجو از آن استفاده می‌کند، استفاده می‌کند.